# Церква Успенія Діви Марії (Поділля)
Церква Успенія Діви Марії в Поділлі — однойменні парафії і храми греко-католицької та православної громад у селі Поділля Тернопільського району Тернопільської области.

## Історія церкви
Церкву в селі збудовано у 1907 році. У 1991 році громада села конфесійно розділилася на вірян ПЦУ та УГКЦ. Тоді ж була відновлена парафія УГКЦ. До 1995 року греко-католики відвідували храм Преображення Господнього в сусідньому місті Скалат, а також проводили богослужіння на подвір'ї парафіянина Василя Заставнюка.
Попри те, що греко-католицька громада має судові рішення на право почергових богослужінь у храмі, який зараз використовує громада УАПЦ, їх не допускають до церкви. Через це віряни УГКЦ досі змушені проводити свої богослужіння просто неба, біля братської могили в центрі села, не маючи власної церкви.

## Парохи
УГКЦ
- о. Іван Хомицький (1843—1844, адміністратор, 1844—1845)
- о. Антін Здерковський (1845—1846)
- о. Андрій Герасимович (1846—1847, адміністратор)
- о. Антін Ізовський (1847—1860+)
- о. Григорій Вацик (1860—1862, адміністратор)
- о. Дмитро Зеребецький (1862—1878)
- о. Ювеналій Луцик (1878—1918+, адміністратор)
- о. Михайло Оленчук (1911—1913, сотрудник)
- о. Михайло Присяжний (1918—1921, адміністратор; 1913—1918, сотрудник)
- о. Михайло Гайдукевич (1921—[1944])
- о. Михайло Буртник (1995—2002)
- о. Андрій Луковський (з 2002-2014)
- о.Олег Винник ( з 5 жовтня 2014р.)

ПЦУ
- о. Руслан Мельник — нині[1].